# NVFS
NVFS (Non-volatile file system; deutsch: nichtflüchtiges Dateisystem) ist eine Entwicklung von PalmOne, um die Daten und Anwendungen eines PDAs in nichtflüchtigem Speicher zu halten. Als Speicherbaustein kommt der DiskOnChip Flash-Speicher zum Einsatz.
Da Flash-Speicher deutlich langsamer sind als herkömmliches flüchtiges RAM ("volatile" RAM), cacht palmOne die gerade aktive Anwendung in einem herkömmlichen 10 MB-Speicher (dies ist vergleichbar mit der relativ langsamen Festplatte und dem schnellen RAM im PC).

## Vorteile von NVFS
- Batteriewechsel ist ohne Datenverlust möglich.
- Es ist kein regelmäßiges Aufladen des Gerätes mehr notwendig.

## Nachteile von NVFS
- Durch das NVFS belegt jeder Eintrag in Palm-Datenbanken genaue Vielfache von 512 Bytes; der Speicher wird daher weniger effizient genutzt als bei flüchtigen Speichern
- Da die aktive Anwendung im Cache liegt, kann im ungünstigen Fall der gerade bearbeitete Datensatz trotz NVFS verloren gehen
- Der Start von Anwendungen kann etwas länger dauern, da diese erst in den Cache geladen werden. Falls dieser nicht ausreichend freien Speicher hat, müssen andere Dateien wieder in den Flash-Speicher zurückgeschrieben werden, was ebenfalls etwas dauern kann.

## PDAs mit NVFS
PDAs mit NVFS sind der Tungsten T5 (insgesamt 256 MB), der Tungsten E2 sowie der Treo 650 (32 MB), der Treo 680, der Centro, der Treo 700w (128 MB), der Treo 700p (128 MB), der LifeDrive, der T|X (128 MB) und der Z22 (32 MB), allesamt von PalmOne.
Ein ähnliches System (Persistent Storage) wird auch bei allen PDAs mit dem Betriebssystem Windows Mobile 5.0 angewandt.